# Enfant terrible

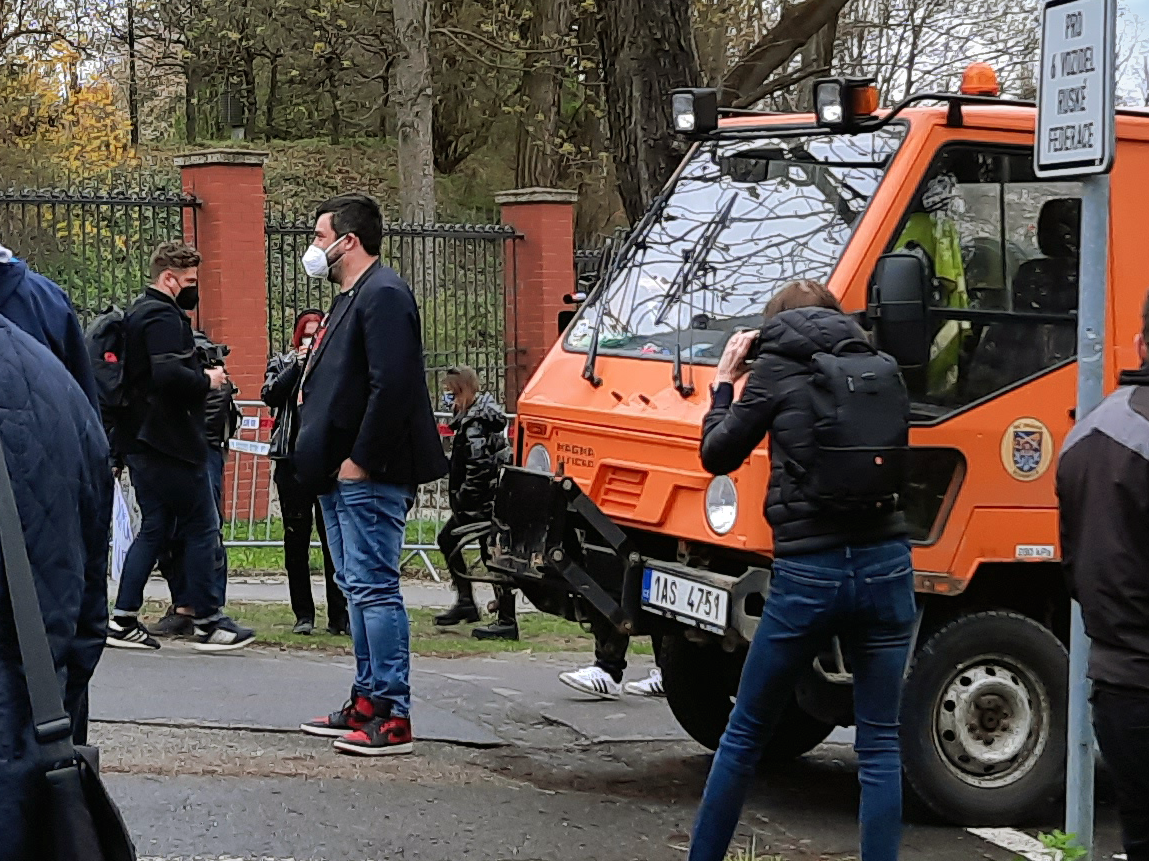
Jako člen ODS byl Pavel Novotný (stojící před multikárou) označován jako enfant terrible

Enfant terrible [ãfã teríbl], francouzsky „hrozné dítě“, „postrach rodiny“; dítě, které všechny uvádí do rozpaků svou upřímnou prostořekostí a působí tak ve společnosti drobné skandály. V přeneseném významu se jedná i o člena nějakého uskupení (nikoli nutně rodiny), který má výrazně specifické (kontroverzní) jednání.

## Historie
O tom, kdy se z běžné věty stalo okřídlené úsloví, se názory rozcházejí. Podle jedné verze to způsobil francouzský architekt L'Enfant, který ve službách Thomase Jeffersona plánoval město Washington, D.C. a svými nápady působil různé nesnáze, takže ho Jefferson – s tímto povzdechem – brzy vyhodil. Naproti tomu také francouzský karikaturista Paul Gavarni nazval jednu sérii svých karikatur tímto titulkem.

## Charakteristika
V přeneseném smyslu prostořeký, nezdvořilý člověk, který nečekaně říká nepříjemné věci a nedbá na společenské zvyklosti. Případně vůbec výstřední člověk, „originál“, který ve společnosti působí trapné situace. V současnosti[kdy?] se označení enfant terrible často chápe téměř jako lichotka, poklona něčí originalitě, odvaze a upřímnosti.